# Écrits intimes

Écrits intimes est un recueil de textes de Roger Vailland (Gallimard, 1968). Il s'agit d'une publication posthume élaborée par Élisabeth Vailland avec l'aide de Jean Recanati. Le volume contient, écrit Élisabeth Vailland dans un avertissement préalable aux textes, des « ébauches de romans, de nouvelles ou pièces de théâtre, notes pour des essais, et aussi correspondance et journal intime qui forment l'essentiel de ce premier livre ». Les textes sont classés en ordre chronologique, allant de 1923 à 1945.